# كارولا لوت
كارولا لوت (بالإيطالية: Carola Lotti)‏ هي ممثلة إيطالية، ولدت في 1910 في إيطاليا، وتوفيت في 11 سبتمبر 1990 بروما في إيطاليا.

## وصلات خارجية
- كارولا لوت على موقع IMDb (الإنجليزية)
- كارولا لوت على موقع قاعدة بيانات الفيلم (الإنجليزية)
- كارولا لوت على موقع كينوبويسك (الروسية)